# Trichillinus
Trichillinus is een geslacht van kevers uit de familie van de loopkevers (Carabidae). De wetenschappelijke naam van het geslacht werd voor het eerst geldig gepubliceerd in 1938 door Straneo.

## Soorten
Het geslacht Trichillinus omvat de volgende soorten:
- Trichillinus abacetoides (Alluaud, 1936)
- Trichillinus basilewskyi (Straneo, 1949)
- Trichillinus capitatus (Straneo, 1949)
- Trichillinus congoensis (Straneo, 1949)
- Trichillinus dactyleuryoides (Alluaud, 1936)
- Trichillinus dirotoides (Alluaud, 1936)
- Trichillinus guineensis (Alluaud, 1936)
- Trichillinus lamottei (Straneo, 1949)
- Trichillinus leleupi (Straneo in Basilewsky & Straneo, 1950)
- Trichillinus linearis (Straneo, 1949)
- Trichillinus mirei (Straneo, 1980)
- Trichillinus obesus (Alluaud, 1936)
- Trichillinus perrieri (Jeannel, 1948)
- Trichillinus robustus (Straneo, 1949)
- Trichillinus schoutedeni (Straneo, 1949)
- Trichillinus semlikianus (Alluaud, 1936)
- Trichillinus sicardi (Jeannel, 1948)
- Trichillinus strangulatus (Alluaud, 1936)
- Trichillinus subcongoensis (Straneo, 1951)
- Trichillinus sublaevis (Straneo, 1949)
- Trichillinus terricola (Straneo, 1951)